# Richey Edwards
Richard „Richey“ James Edwards (* 22. Dezember 1967 in Blackwood; † (vermutlich) 1. Februar 1995) war ein walisischer Musiker, der von 1989 bis 1995 Gitarrist und Texter der Band Manic Street Preachers war. Am 1. Februar 1995 verschwand er spurlos, nachdem er ein Hotel in London verlassen hatte. Am 23. November 2008 wurde er per Gerichtsbeschluss, den seine Eltern erwirkt hatten, für „vermutlich tot“ („presumed dead“) erklärt.

## Leben
Richard James Edwards wurde am 22. Dezember 1967 in Blackwood geboren. Von 1986 bis 1989 studierte er Politikgeschichte an der Swansea University. 1989 wurde er der Roadie und Chauffeur der Band Manic Street Preachers, die etwa zu dieser Zeit ihre Debütsingle Suicide Alley veröffentlichte. Er entwarf das Cover, das an das Debütalbum der Band The Clash angelehnt ist. Schon bald wurde er das Aushängeschild und das vierte Mitglied der Alternative-Rock-Band. Edwards war kein talentierter Gitarrist und mimte das Gitarrenspiel teilweise gar bei Live-Auftritten. Er war vor allem als Texter für die Band wichtig. Er schrieb neben Nicky Wire alle Texte bis 1995, während James Dean Bradfield und Sean Moore die Musik schrieben.
1991 kamen die Manic Street Preachers und insbesondere Richey Edwards zu kurzzeitigem Ruhm, als er in einem Interview mit Steven Lamacq für den NME auf die Frage, wie ernst es die Band meine, mit einem Rasiermesser „4 Real“ in seinen Arm schnitt. Der Arm musste mit 17 Stichen genäht werden. Schon zu dieser Zeit litt er an schweren Depressionen und zeigte selbstverletzendes Verhalten. Auch einige seiner Texte – vor allem auf dem Album The Holy Bible – handeln von diesen Aktionen.
Das letzte Konzert spielte er am 21. Dezember 1994 – einen Tag vor seinem 27. Geburtstag – bei einem Auftritt, den die Manic Street Preachers zusammen mit Suede und Therapy? absolvierten. Das letzte Stück des Abends war You Love Us.

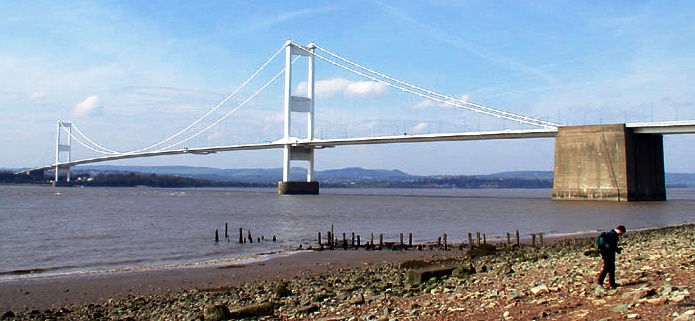
Die Severn-Brücke, Grenze zwischen England und Wales, an der Edwards’ Auto gefunden wurde

Am 1. Februar 1995 verschwand Edwards spurlos. An diesem Tag sollte er mit Bradfield auf eine Werbetour in die USA reisen. Sein Auto wurde später an der Severn-Brücke in Wales gefunden, einem bekannten Platz für Suizidgefährdete. Sein Verbleib ist bis heute unbekannt, manche gehen von Suizid aus – er wäre damit ein „Mitglied“ im Klub 27 – auch wenn sich Edwards in einem Interview 1993 gegen Suizid ausgesprochen hatte. Die Band zahlte noch Jahre später 25 % der Tantiemen auf ein Konto, auf das Edwards im Falle einer Rückkehr Zugriff hätte.
Am 23. November 2008 wurde er für „vermutlich tot“ („presumed dead“) erklärt. Das 2009 veröffentlichte Album Journal for Plague Lovers der Band beinhaltet ausnahmslos Texte, welche Edwards seinen Bandkollegen drei Wochen vor seinem Verschwinden übergab.